# Anthony Giacobazzi
Pas d'image ? Cliquez ici

a Compétitions nationales et continentales officielles uniquement.

Dernière mise à jour le 4 octobre 2022.
Anthony Giacobazzi (dit Giaco) est un joueur français de rugby à XV, né le 15 juin 1988 à Toulon (Var), qui évolue au poste de demi de mêlée.

## Biographie
Il intègre le pôle espoir à Marcoussis lors de la saison 2006-2007. En septembre 2013, il entre à l'IFMK (Institut de Formation en Masso-Kinésithérapie) de Marseille, après avoir réussi sa PACES à la faculté de médecine de Marseille.

## Carrière
- 2007-2011 : RC Toulon
- 2011-???? : Bastia XV[2]

## Palmarès
- Équipe de France moins de 18 et moins de 19 ans